# Crossville (Illinois)
Crossville és una població dels Estats Units a l'estat d'Illinois. Segons el cens del 2000 tenia 782 habitants.

## Demografia
Segons el cens del 2000, Crossville tenia 782 habitants, 341 habitatges, i 220 famílies. La densitat de població era de 471,8 habitants/km².
Dels 341 habitatges en un 29,9% hi vivien nens de menys de 18 anys, en un 51,9% hi vivien parelles casades, en un 9,4% dones solteres, i en un 35,2% no eren unitats familiars. En el 31,1% dels habitatges hi vivien persones soles el 18,2% de les quals corresponia a persones de 65 anys o més que vivien soles. El nombre mitjà de persones vivint en cada habitatge era de 2,29 i el nombre mitjà de persones que vivien en cada família era de 2,89.
Per edats la població es repartia de la següent manera: un 24,3% tenia menys de 18 anys, un 6,8% entre 18 i 24, un 27,7% entre 25 i 44, un 21,7% de 45 a 60 i un 19,4% 65 anys o més.
L'edat mediana era de 40 anys. Per cada 100 dones de 18 o més anys hi havia 90,4 homes.
La renda mediana per habitatge era de 31.202 $ i la renda mediana per família de 35.972 $. Els homes tenien una renda mediana de 33.000 $ mentre que les dones 17.250 $. La renda per capita de la població era de 14.835 $. Aproximadament el 10,9% de les famílies i el 16,4% de la població estaven per davall del llindar de pobresa.

## Poblacions més properes
El següent diagrama mostra les poblacions més properes.